# Asti
Asti je italské město v oblasti Piemont, hlavní město stejnojmenné provincie, vzdálené asi 55 km od Turína, je sídlem stejnojmenné římskokatolické diecéze.

## Historie
Římská vojenská pevnost byla vystavěna v roce 124 před naším letopočtem. První písemná zmínka je z roku 89 př. n. l., se římská kolonie Asti nazývala "Hasta". Již v 5. století n. l. se Asti stalo biskupským sídlem a tím i nejvýznamnějším městem Piemontu. V 16. století se Asti dostalo pod vládu Savojské dynastie. V roce 1797 byla vyhlášena republika a po roce 1800 se pod francouzskou nadvládou stalo Asti hlavním městem departementu Tanaro.

## Hospodářství
Oblast je proslulá tradicí pěstování vinɲé révy, typické jsou odrůdy  Barbera, Dolcetto, Freisa, Grignolino, Malvasia a Moscato, od 19. století se rozvinula také turistika.

## Vývoj počtu obyvatel
Počet obyvatel

## Doprava
V roce 1749 bylo na železniční trati Turín–Janov postaveno nádraží.

## Památky

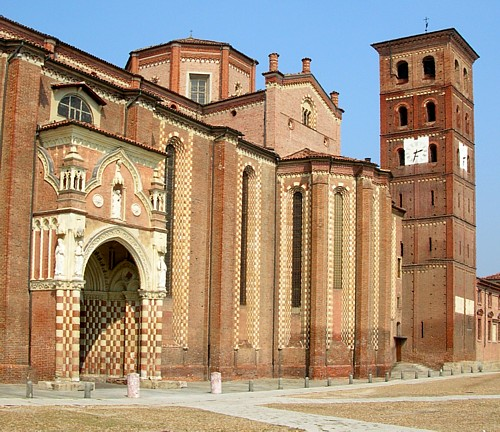
Dóm v Asti

- Dóm Nanebevzetí Panny Marie (Santa Maria Asunta) – při románské zvonici stojí gotická trojlodní bazilika, na základech stavby z 8. století, z níž se dochovala krypta; je vystavěná z cihel, dekorativní články jsou kombinované z cihelného zdiva a bílého mramoru;
- biskupský palác – sídlo diecéze Asti
- Chrám San Secondo, románsko-gotická bazilika ze 13. století, zasvěcená svatému Secondovi, patronovi města; foto v infoboxu vpravo dole, oltářní obraz namaloval Gandolfino d'Asti.
- Věže – ze 13. a 14. století století náleží jednak k městskému opevnění, ale také jsou obytnými částmi středověkých paláců, budovaných v tomto svobodném městě od 11. století
- Palazzo Alfieri, barokní palác z roku 1748, rodný dům dramatika Vittoria Alfieriho
- Synagoga
- zrušený kostel sv. Jana (San Giovanni) – sídlo Diecézního muzea

## Osobnosti
- Gandolfino d'Asti – malíř italské renesance
- Vittorio Alfieri (1749–1803), italský dramatik a básník

## Partnerská města
- Miami-Dade, Florida, Spojené státy, ode 1985
- Valence, Francie, od 1966
- Biberach an der Riß, Německo
- Ma'alot-Tarshiha, Izrael
- Nan-jang, Che-nan, Čína